# ワタナベ (漫画)
『ワタナベ』は、窪之内英策による漫画。これを原作とした同名のテレビドラマも放送された。

## 作品概要
1992年『ビッグコミックスピリッツ』で連載。
平々凡々な日本の中流家庭、時野家に、地球から遥か2万光年彼方のカナーイ星からやってきたワタナベがホームステイすることとなる。ワタナベや時野家の人々を中心に、地球（日本）の文化や常識を知らぬワタナベの視点から人間愛、家族愛を描くファンタジー・ストーリー・ギャグ漫画。

## 登場人物
ワタナベ
本作品の主人公。本名「ノウモ・カナイータ・キッテ・ヤラカーシ・ホイ・オートイゴンス」。略してワタナベ。3006歳。語源は後ろから読むとよく解る。
地球から2万光年彼方のカナーイ星からやってきた。「宇宙大学」の学生で、卒業論文の取材のために地球にやってきた。ひょんなきっかけから時野家にホームステイし、妙子と同じ高校にインドからの留学生として通うこととなる。性格はいたって温厚で正義漢。3度のメシよりポテトチップが大好き。身長178cm、体重59kg。
生身では地球の劣悪な環境に適応できないため、常に奇抜なデザインのボディスーツ（生命維持スーツ）を身に着けている。ボディースーツのコンピューターが異常をきたすと超人的な運動能力をみせる。
この他に妙子の同級生として長身・長髪の男子生徒「ワタナベ」が登場する。カナーイ星人ワタナベとの接点がほのめかされるが、作中でそれについて確定的なことは語られていない。
時野 妙子（ときの たえこ）
本作品のヒロイン。4月5日生まれ。作中で17歳の誕生日を迎える。東京都立新玉高等学校の1年生（作中で2年生に進級）。テニス部に所属するも幽霊部員。新コーチの土方陣蔵に憧れる。 東京都近郊の団地に住む。
放任主義で育てられ、また幾度も現実に裏切られたことによりメルヘンな理想に閉じこもる。進路希望は「白馬の王子様に連れ去られ夢の国へ」。
時野 勤（ときの つとむ）
妙子の弟。小学生。姉の妙子とは正反対のリアリスト。しがないサラリーマンの父親とは異なるエリート人生を目指す。普通の小学生らしくワタナベとともにコンピューターゲームに熱中する一幕もあるが、名門私立中学に合格すべく深夜まで進学塾へ通ったり、勉強の邪魔をした正造に激怒したりするなど、勉強への執着はすさまじい。挫折に弱いなど、エリート特有の弱点も見せる。
時野 小百合（ときの さゆり）
妙子の母。巨体で口やかましい。居候しているワタナベをこき使う。妙子には無関心だが勤の進学には熱心。
時野 正造（ときの しょうぞう）
中小企業に勤めるサラリーマン。肩書きは係長。いつも弱々しく小百合の尻に敷かれているが、一家の主としての芯を持った一面を見せる場面も。
宇童（うどう）
妙子の同級生で、番長。妙子に惚れており、妙子とひとつ屋根の下に暮らすワタナベを妬む。ワタナベの正体を暴くべく、姑息な作戦で貶めようとする。
妙子に接近しようと試みるも連戦連敗。
ジョージ
宇童の子分。常に宇童とともに行動し、次々とワタナベの正体を暴く作戦を立案するがいずれも失敗。
華蝶斎 マキ（かちょうさい マキ）
妙子の同級生。大金持ちの令嬢で父親は区議会議員。親の七光りでテニス部の主将。テニス実力はインターハイ優勝候補。
土方陣蔵
新玉高校女子テニス部のコーチ。31歳。
桜井先生（さくらい）
勤の担任教諭。そして、勤の憧れ（初恋）?
リカ
「パブ・ウインク」に勤める一番人気のホステス。かつての暴走族仲間の一郎に好意を寄せるが、ワタナベの影響で自身の葛藤と向き合うようになる。またワタナベにも大きな影響を与えた。
一郎
通称「いっちゃん」。かつては暴走族「堕流魔（ダルマ）」のリーダー。今は無職のチンピラ。リカが好意を寄せているのをいいことに金を貢がせる。

## 単行本
単行本
- 志名坂高次 『ワタナベ』 小学館〈ビッグコミックス〉、全3巻
  1. よろしくでござる 1992年8月29日発売[1]、ISBN 4-09-183011-0
  2. ヘンでござる 1992年11月30日発売[2]、ISBN 4-09-183012-9
  3. 素敵でござる 1992年12月19日発売[3]、ISBN 4-09-183013-7

ワイド版
- 志名坂高次 『ワタナベ』 小学館〈ビッグコミックス ワイド版〉1999年5月29日発売、ISBN 4-09-185806-6

## テレビドラマ
1993年に関西テレビ・阪急ドラマシリーズ枠で放送された。
阪急ドラマシリーズはフィルム作品が多いが、本作はビデオカメラで収録された。また、坂田利夫をはじめ、関西吉本興業のお笑い芸人が出演していたが、いずれも標準語で演じている。

### キャスト
- ワタナベ：森下じんたん
- 時野妙子：小牧芽美
- 時野勤：田中純弥
- 時野小百合：大島蓉子
- 時野正造：坂田利夫
- 宇童：宮川大輔
- ジョージ：星田英利
- 小林先生：蔵多哲雄
- 校長先生：原哲男
- 浩二：溝上享

### スタッフ
- 原作：窪之内英策（小学館・ビッグコミックス）
- 企画：山田剛（関西テレビ）
- プロデューサー：田中猛彦（関西テレビ）、三浦紘（宝塚映像）
- 脚本：池上洋史、山田あかね、他
- 音楽：見里朝生
- 整音：湯浅重雄
- 主題歌：ボビー・ソロ「頬にかかる涙」
- 助監督：平間厚
- 監督：黒沢清他
- 製作：関西テレビ、宝塚映像

### 放送リスト
1. 宇宙人がホームステイ?
2. 秘密のクマさんパンツ
3. 宇宙人もつらいよ！
4. 愛と挫折の11歳
5. セクシーお嬢様の逆襲
6. 悲しい酒やねん
7. オバタリアン純情す
8. 恋のライバルを倒す法
9. 誕生日に思うこと
10. 親の心 子の心
11. 仁義なき小学生
12. 愛・旅立ち

#### 放送局
| 放送期間               | 放送時間           | 放送局     | 対象地域   | 備考   |
| ---------------------- | ------------------ | ---------- | ---------- | ------ |
| 1993年                 | 金曜 19:00 - 19:30 | 関西テレビ | 近畿広域圏 | 制作局 |
| 1993年4月25日 - 8月1日 | 日曜 5:30 - 6:00   | フジテレビ | 関東広域圏 |        |